# Эндерс, Петер
Петер Эндерс (нем. Peter Enders; 2 февраля 1963 — 2 февраля 2025, Фрайбург) — немецкий шахматист, гроссмейстер (1997).
Пятикратный победитель командных чемпионатов ГДР (1978, 1986, 1987, 1988, 1989). Чемпион ГДР (1981) и Германии по блицу (1990). В 1994 году стал чемпионом Германии по классическим шахматам. Двукратный чемпион Германии по быстрым шахматам (1996, 1997).
В составе клуба «Тюринген» участник 4-го командного чемпионата мира среди сеньоров в категории 50+ (2016) в г. Радебойле.
Умер 2 февраля 2025 года в возрасте 62 лет.